# Jan Eilander
Jan Eilander, né en 1959 aux Pays-Bas, est un scénariste, réalisateur et écrivain néerlandais.

## Filmographie
- 1993 : Love Hurts de Mijke de Jong[2]
- 1999 : André Hazes - She Believes in Me de John Appel[3]
- 2008 : Katia's Sister de Mijke de Jong[4]
- 2015 : J. Kessels de Erik de Bruyn[5]
- 2016 : A Real Vermeer de Rudolf van den Berg[6]
- 2016 : Layla M. de Mijke de Jong[7]

### Réalisateur
- 1994 :  Rock 'n' Roll Junkie : co-réalisé avec Frenk Van Der Sterre, Frenk Van Der Sterre et Ton van der Lee[8]